# Abrigo de Palomera (Rodellar)
No confundir con Abrigo de Palomera (Alquézar)
El abrigo de Palomera o abrigo de Palomarón o abrigo del Camino es una covacha con pinturas rupestres cerca del pueblo de Rodellar en la Sierra de Guara. Las pinturas, descubiertas en 1995, pertenecen al Arte esquemático ibérico y contienen digitaciones y barras.

## Acceso
Se cruza el pueblo de Rodellar para llegar al borde del barranco de Mascún. Un letrero que reza «Gradón de Palomera» indica una canal que baja al barranco. No se baja hasta el río, sino que a media altura hay que encontrar un camino que bordea la pared rocosa hacia la izquierda. Se sigue este camino hasta vislumbrar una verja con escalera de hierro que identifica el lugar de las pinturas que se encuentran a unos 20 m por debajo de la meseta.

## Descripción
Se trata de una pequeña covacha de reducidas dimensiones, 5 m de ancho y 2 m de alto, situada en el extremo norte de una cornisa de la margen izquierda del Barranco de Mascún. El conjunto pictórico se compone de unas diez figuraciones pintadas en rojo conformadas por trazos digitales. Otras han perdido la pigmentación y tienen una apariencia blanquecina. Las pintadas tienen un tamaño de unos 20 cm con una antigüedad estimada de entre 4.000 y 7.000 BP y pertenecen al Arte Esquemático.